# Глазная ванна

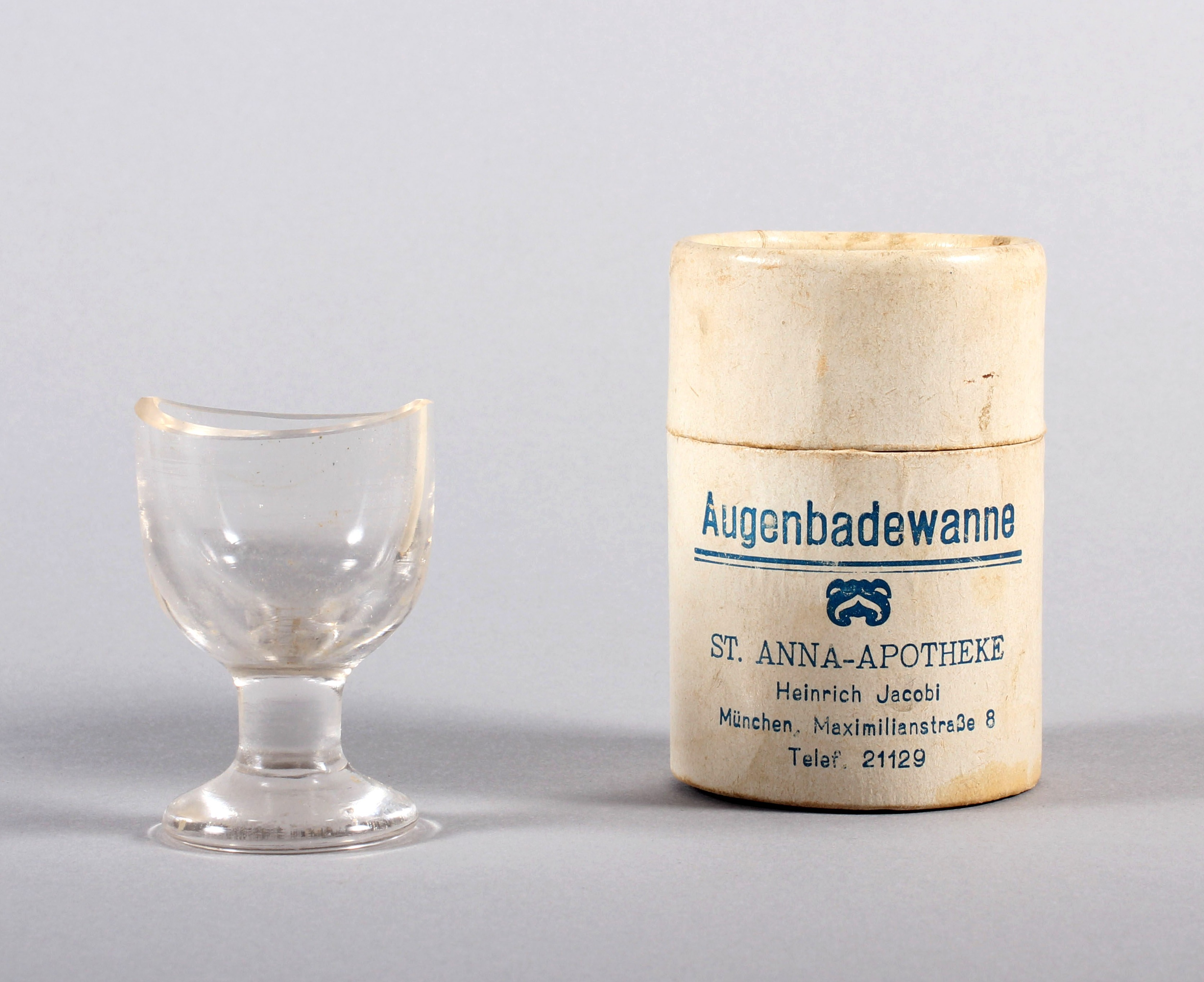
Глазная ванна

Глазная ванна — небольшой стеклянный сосуд, предназначенный для промывания глаз. Представляет собой рюмочку с толстыми краями, сплюснутую по форме глазной впадины. Имеет в высоту 46 мм, наибольший диаметр в верхней части — 43 мм. Весит 60 г. Аптекарский товар.
Жидкость для промывания глаз (вода, борный спирт, другие лекарственные вещества) наливают в глазную ванну доверху. Наклонив голову, больной глаз опускают в ванночку, а затем голову опрокидывают назад, не отрывая ванночки от глаза. Глаз промывают, раскрывая и закрывая веки.